# Ukonkivi
Ukonkivi, ("Ukkos sten", enaresamiska: Äijihsuálui, även Ukonsaari eller endast Ukko, enaresamiska: Äijih) är en ö i Enare träsk, i Lappland, Finland. Sjöområdet kallas Ukonselkä. Ukonkivi användes av enaresamerna som en helig offerplats, kanske så sent som på 1800-talet. Namnet "Ukko" refererar till den finska mytologins åskgud.
Ön är omkring 30 meter hög, 50 meter bred och dess längd är omkring 100 meter. Avståndet från Enare kyrkby till Ukonkivi är omkring 11 km. Guidade turer går till platsen under sommaren från hamnen vid samiska museet Siida.
Ett av de viktigaste arkeologiska fynden i Lappland gjordes på Ukonsaari. Ett fragment av ett silversmycke hittades 1873 av den brittiske arkeologen Arthur Evans i öns offergrotta.
Namnen på några av de intilliggande öarna i Ukonsaari antyder andra religiösa platser, exempelvis:
- Palo-Ukko (som betyder Ukkos eld)
- Pikku Ukko (Lilla Ukko)
- Ukonkarit (Ukkos klippa, en holme nära Ukonsaari)
- Hautuumaasaari (Begravningsön)
- Aviosaaret (Vigselön)
- Tissikivisaari (Bröststensön)
- Junttisaari (Grabbön)
- Vanha Hautuumaasaari (Gamla begravningsön)
- Ristisalmensaaret (Kristbuktöarna)

## Förslag till världsarv
Ukonkivi blev 1 oktober 1990 uppsatt på Finland lista över förslag till världsarv, den så kallade "tentativa listan".